# Armand Thirard
Armand Thirard, nato Armand Henri Julien Thirard (Mantes-la-Jolie, 25 ottobre 1899 – Colombes, 12 novembre 1973) è stato un direttore della fotografia francese.
Lavorò a più di centotrenta film durante la sua carriera. Nel film Laissez-passer (2002), diretto da Bertrand Tavernier, il suo ruolo è interpretato da Didier Sauvegrain.

## Biografia
Thirard iniziò la sua carriera come attore in due film del 1923, La Dame de Montsoreau, diretto da René Le Somptier, e La sorridente signora Beudet, diretto da Germaine Dulac. Nel 1926 iniziò a lavorare come direttore della fotografia, collaborando in più occasioni con il regista Julien Duvivier.

## Filmografia

### Direttore della fotografia
- L'Homme à l'Hispano, regia di Julien Duvivier (1926)
- Le Bouif errant, regia di René Hervil (1926)
- L'Agonie de Jérusalem, regia di Julien Duvivier (1927)
- Le Mariage de mademoiselle Beulemans, regia di Julien Duvivier (1927)
- Fleur d'amour, regia di Marcel Vandal (1927)
- Le Sous-marin de cristal, regia di Marcel Vandal (1927)
- Le Mystère de la Tour Eiffel, regia di Julien Duvivier (1928)
- Le Tourbillon de Paris, regia di Julien Duvivier (1928)
- L'acqua del Nilo (L'Eau du Nil), regia di Marcel Vandal (1928)
- La Divine croisière, regia di Julien Duvivier (1929)
- Maman Colibri, regia di Julien Duvivier (1929)
- La Vie miraculeuse de Thérèse Martin, regia di Julien Duvivier (1929)
- Il tempio delle tentazioni (Au bonheur des dames), regia di Julien Duvivier (1930)
- La beffa della vita (David Golder), regia di Julien Duvivier (1931)
- Azaïs, regia di René Hervil (1931)
- Der Ball, regia di Wilhelm Thiele (1931)
- Le Bal, regia di Wilhelm Thiele (1931)
- I cavalieri della morte (Les Cinq Gentlemen maudits), regia di Julien Duvivier (1931)
- Coquecigrole, regia di André Berthomieu (1931)
- Aux urnes, citoyens!, regia di Jean Hémard (1932)
- Die fünf verfluchten Gentlemen, regia di Julien Duvivier (1932)
- Pel di carota (Poil de carotte), regia di Julien Duvivier (1932)
- Il delitto della villa (La Tête d'un homme), regia di Julien Duvivier (1933)
- L'uomo della Hispano (L'Homme à l'hispano), regia di Jean Epstein (1933)
- Hortense a dit j'm'en f..., regia di Jean Bernard-Derosne (1933)
- Le Sexe faible, regia di Robert Siodmak (1933)
- Il principe di Kainor (Le petit roi), regia di Julien Duvivier (1933)
- La castellana del Libano (La Châtelaine du Liban), regia di Jean Epstein (1934)
- Le Paquebot Tenacity, regia di Julien Duvivier (1934)
- Le Greluchon délicat, regia di Jean Choux (1934)
- L'aventurier, regia di Marcel L'Herbier (1934)
- Bourrasque, regia di Pierre Billon (1935)
- Occhi neri (Les Yeux noirs), regia di Viktor Turžanskij (1935)
- L'equipaggio (L'Équipage), regia di Anatole Litvak (1935)
- Le Bébé de l'escadron, regia di René Sti (1935)
- Viva la gloria (La Vie parisienne), regia di Robert Siodmak (1935)
- Mayerling, regia di Anatole Litvak (1936)
- I battellieri del Volga (Les Bateliers de la Volga), regia di Vladimir Strizhevsky (1936)
- Le roman d'un spahi, regia di Michel Bernheim (1936)
- Vertigine di una notte (La Peur), regia di Victor Tourjansky (1936)
- Les Amants terribles, regia di Marc Allégret (1936)
- La porta dell'infinito (La Porte du large), regia di Marcel L'Herbier (1936)
- Les Jumeaux de Brighton, regia di Claude Heymann (1936)
- Sorridete con me (Avec le sourire), regia di Maurice Tourneur (1936)
- Notti di fuoco (Nuits de feu), regia di Marcel L'Herbier (1937)
- La cittadella del silenzio (La Citadelle du silence), regia di Marcel L'Herbier (1937)
- Il demone del giuoco (La Dame de pique), regia di Fëdor Aleksandrovič Ocep (1937)
- Il caso del giurato Morestan (Gribouille), regia di Marc Allégret (1937)
- Un déjeuner de soleil, regia di Marcel Cravenne (1937)
- Delirio (Orage), regia di Marc Allégret (1938)
- Notte fatale (Le Patriote), rergia di Maurice Tourneur (1938)
- Altitude 3.200, regia di Jean Benoît-Lévy e Marie Epstein (1938)
- Tricoche et Cacolet, regia di Pierre Colombier (1938)
- Albergo Nord (Hôtel du Nord), regia di Marcel Carné (1938)
- Le Dompteur, regia di Pierre Colombier (1938)
- I prigionieri del sogno (La Fin du jour), regia di Julien Duvivier (1939)
- Tradizioni di mezzanotte (La Tradition de minuit), regia di Roger Richebé (1939)
- Fric-Frac, furto con scasso (Fric-Frac), regia di Maurice Lehmann (1939)
- L'avventuriero di Venezia (Volpone), regia di Maurice Tourneur (1941)
- L'assassinio di Papà Natale (L'assassinat du Père Noël), regia di Christian-Jaque (1941)
- Ne bougez plus, regia di Pierre Caron (1941)
- Péchés de jeunesse, regia di Maurice Tourneur (1941)
- Tempesta (Remorques), regia di Jean Grémillon (1941)
- Delirio d'amore (La Symphonie fantastique), regia di Christian-Jaque (1942)
- L'assassino abita al 21 (L'Assassin habite... au 21), regia di Henri-Georges Clouzot (1942)
- Simplet, regia di Fernandel (1942)
- La mano del diavolo (La Main du diable), regia di Maurice Tourneur (1943)
- Au bonheur des dames, regia di André Cayatte (1943)
- Le Val d'enfer, regia di Maurice Tourneur (1943)
- La Ferme aux loups, regia di Richard Pottier (1943)
- Les Petits Chats, regia di Jacques R. Villa (1960)